# آندرس سند اورستد
آندرس سند اورستد (دانمارکی: Anders Sandøe Ørsted؛ ۲۱ دسامبر ۱۷۷۸ – ۱ مهٔ ۱۸۶۰) یک سیاست‌مدار، و قاضی اهل دانمارک بود.